# Bansi Quinteros
Josef "Bansi" Quinteros (Barcelona, 20 de mayo de 1976 – Ámsterdam, 19 de junio de 2018) fue un teclista español. Se especializó en géneros como el Psytrance, trance progresivo y música electrónica.

## Biografía
Quinteros nació en Barcelona pero de bien pequeño vivió en Ámsterdam donde fue inscrito en una escuela de música. Allí tocaría la batería y el bajo. En 1993, conoce a Riktam que le introduce en la música electrónica. Ambos fundan el Growling Mad Scientist.
Quinteros murió el 19 de junio de 2018, a causa de un mieloma múltiple, un extraño cáncer de médula ósea.